# Wonomerto
Wonomerto is een bestuurslaag in het regentschap Batang van de provincie Midden-Java, Indonesië. Wonomerto telt 3660 inwoners (volkstelling 2010).